# Alfred Gonti Pius Datubara
Alfred Gonti Pius Datubara est un évêque indonésien, archevêque de Medan en Indonésie de 1976 à 2009.

## Biographie
Il entre tôt chez les Frères mineurs capucins et est ordonné prêtre le 22 février 1964.

### Évêque
Le 5 avril 1975, Paul VI le nomme évêque auxiliaire de Medan. Il reçoit l'ordination épiscopale le 29 juin 1975 des mains de Justinus Darmojuwono.
Le 24 mai 1976, il succède à Mgr Antoine Henri van den Hurk comme archevêque de Medan.